# Hàm số khả vi

Một hàm số khả vi

Trong vi phân và tích phân (một phân nhánh của toán học), một hàm số khả vi của một biến số thực là một hàm có đạo hàm tại tất cả các điểm thuộc miền xác định của nó. Hệ quả là đồ thị của một hàm số khả vi có một tiếp tuyến không song song với trục y tại từng điểm trong miền xác định của nó; hàm số có đồ thị trơn, không chứa bất kỳ đứt gãy hoặc bẻ gập nào.
Nói chung, nếu x0 là một điểm thuộc miền xác định của hàm số f, khi đó f là khả vi tại x0 nếu đạo hàm f ′(x0) tồn tại. Điều này có nghĩa là đồ thị của f có một tiếp tuyến không thẳng đứng tại điểm (x0, f(x0)). Hàm số f cũng được gọi là tuyến tính cục bộ tại x0, vì nó có thể được biểu diễn xấp xỉ bằng một hàm số tuyến tính gần điểm nói trên.